# 53 تي 6
53 تي 6 (إسم الناتو (بالإنجليزية: ABM-3 Gazelle)‏ كان يُعرف سابقًا باسمِ SH-08) هو صاروخ روسي مضاد للصواريخ الباليستية. تم تصميمه في عام 1978 ودخل الخدمة منذ عام 1995، وهو أحد مكونات نظام الصواريخ المضادة للصواريخ الباليستية من طراز أيه-135. الصاروخ قادر على اعتراض مركبات العودة على مسافة 80 كم. 53 تي 6 هو صاروخ من مرحلتين يعمل بالوقود الصلب ومزود بقذيفة قدرة 10 كيلو طن سلاح نووي هيدروجيني. يبلغ طول الصاروخ حوالي 10 أمتار وقطره 1.8 متر. وزن الإطلاق 10 أطنان. يتم الاحتفاظ بالصاروخ 35 تي 6 في حاوية إطلاق على شكل صومعة. يتم تفجير غطائه قبل الإطلاق. يحقق الصاروخ سرعات تقارب ماخ 17 (20,826 كم/س؛ 12,941 ميل/س؛ 5.7849 كم/ث). قدرة مناورة الحمل القصوى هي 210 قوة جي طولية و90 قوة جي عرضية.

## صواريخ أمريكية ذات صلة
- نايك زيوس
- سبرينت (صاروخ)
- سبارتان (صاروخ)

## المعاهدات
- محادثات الحد من الأسلحة الاستراتيجية
- معاهدة الصواريخ المضادة للصواريخ الباليستية